# Віктор Борге
Віктор Борге Розенбаум (дан. Victor Børge Rosenbaum; 3 січня 1909, Копенгаген, Данія — 23 грудня 2000, Гринвіч, Коннектикут, США) — данський піаніст, диригент та комік. Відомий як «Клоунпринц Данії», «Немеланхолійний данець» та «Великий данець».

## Біографія
Борге Розенбаум народився 3 січня 1909 у Копенгагені, Данія. Батько його був альтистом у Королівському оркестрі Данії, матір була піаністкою. Борге почав вчитися грати на фортепіано у два роки, а вже у 8 років він дав свій перший сольний концерт. В 1918 році він отримав стипендію у Королівській Данській консерваторії.
У 1933 році він одружився із американкою Елсі Чілтон (англ. Elsie Chilton). У цей же час розпочав активно їздити із виступами Європою, розказуючи антинациські жарти. У квітні 1940 року, коли Данія була окупована, у нього був концерт у Швеції. Борге вдалося втекти до Фінляндії, а потім до США на «USS American Legion». У США він опинився 28 серпня 1940, маючи при собі $20, при цьому $3 він мав сплатити на митниці. Під час окупації йому довелося ненадовго повернутися у Данію, щоб провідати матір, яка помирала. Для цього Борге переодягнувся моряком. Тут він почав виступати як Віктор Борге, а з 1941 року він недовго виступав на радіо у шоу-вар'єте «The Rudy Vallee Show», перейшовши до популярної програми «Kraft Music Hall» Бінга Кросбі.
1948 році він став громадянином США. Розлучившись із Елсі, Борге одружився із Сарабель Санною Скрапер (англ. Sarabel Sanna Scraper) у 1953 році. Вони прожили разом до її смерті у вересні 2000 року. У них було п'ять дітей.
В 1992 році його було запрошено диригувати Королівським оркестром Данії.
Віктор Борге помер 23 грудня 2000 у Гринвічі, штат Коннектикут, США. Він помер у сні, через день після повернення із концерту у Данії.

### Вшанування пам'яті
У 2000 році на його честь назвали один із концертних холів у Скандинавському центрі Нью-Йорка. 2002 року площа у Копенгагені була названа на його честь. У 2009 році, на століття від його дня народження, було зведено статую на площі.

## Творчість

### Фільмографія
- 1937: «Frk. Møllers Jubilæum»
- 1937: «Der var engang en Vicevært»
- 1938:  «Алярм» / (англ. Alarm)
- 1939:  «De tre måske fire»
- 1943: «Вище і вище» / (англ. Higher and Higher)
- 1944: «Історія доктора Вассела» / (англ. The Story of Dr. Wassell)  (без згадки у титрах)
- 1964: «Віктор Борге у Карнегі-хол» / (англ. Victor Borge at Carnegie Hall) (TV special, ABC)
- 1966: «Мрійник» / (англ. The Daydreamer)
- 1983: «Король комедії» / (англ. The King of Comedy)

### Книги
Борге написав три книги:
- «My Favorite Intermissions» (у співавторстві із музичним критиком Робертом Шерманом)
- «My Favorite Comedies in Music» (у співавторстві із Робертом Шерманом)
- автобіографія «Smilet er den korteste afstand» («Сміх — це найкоротша відстань») з письменником Нільс-Єрґен Кайзер (дан. Niels-Jørgen Kaiser).